# Bram de Groot
Bram de Groot (Alkmaar, 18 dicembre 1974) è un ex ciclista su strada olandese, professionista dal 1999 al 2009.

## Palmarès

### Strada
- 1996 (dilettanti)

Omloop om Schokland
- 1998 (dilettanti)

Campionati olandesi, Prova in linea Elite senza contratto
- 1999 (dilettanti)

8ª tappa Circuito Montañés
- 2003 (Rabobank, due vittorie)

1ª tappa Tour Méditerranéen (Arma di Taggia > Arma di Taggia)
2ª tappa Volta Ciclista a Catalunya (Móra d'Ebre > El Morell)
- 2005 (Rabobank, due vittorie)

Classifica generale Uniqa Classic
Delta Profonde

## Piazzamenti

### Grandi Giri
- Giro d'Italia

2008: 120º
2009: 153º
- Tour de France

2001: ritirato (12ª tappa)
2002: 133º
2003: 99º
2004: 111º
2006: ritirato (15ª tappa)
2007: 134º
- Vuelta a España

1999: 69º
2005: 67º

### Classiche
- Milano-Sanremo

2003: 150º
2004: 163º
2007: ritirato
- Parigi-Roubaix

2007: 45º
- Giro di Lombardia

2005: 75º

### Competizioni mondiali
- Campionati del mondo

Lisbona 2001 - In linea Elite: ritirato
Hamilton 2003 - In linea Elite: 106º
Verona 2004 - In linea Elite: ritirato
Salisburgo 2006 - In linea Elite: ritirato